# 圣伯多禄堂 (里尔)
圣伯多禄堂（法語：Collégiale Saint-Pierre de Lille）是法国北部里尔老城一个历史上的大型罗马天主教教堂，哥特式风格，始建于11世纪，17世纪完成，在1792年奥地利人围城战期间严重受损，1794年拆除，存在近750年。它的地下室保存至今，1971年列为法国历史遗迹。 

## 画廊

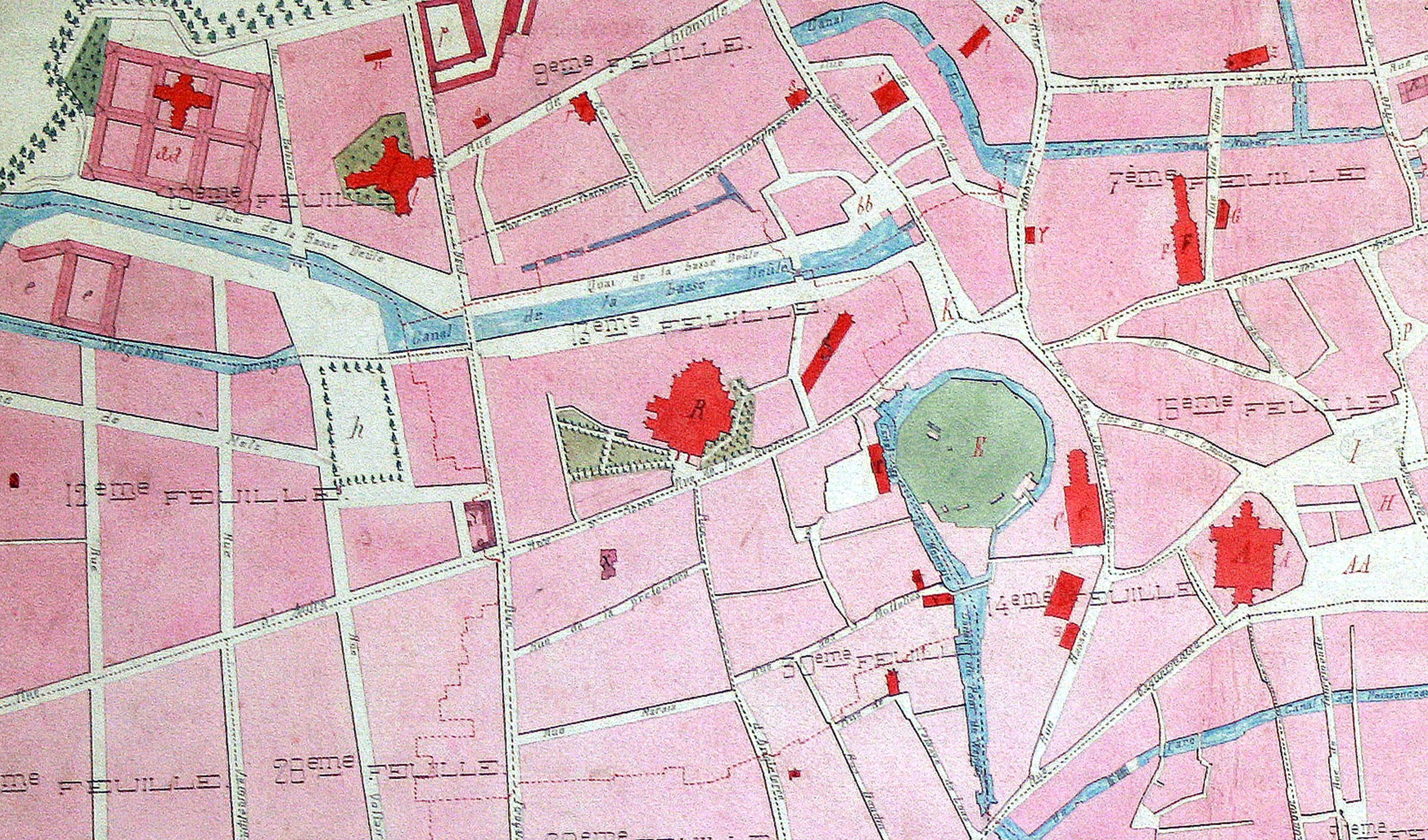
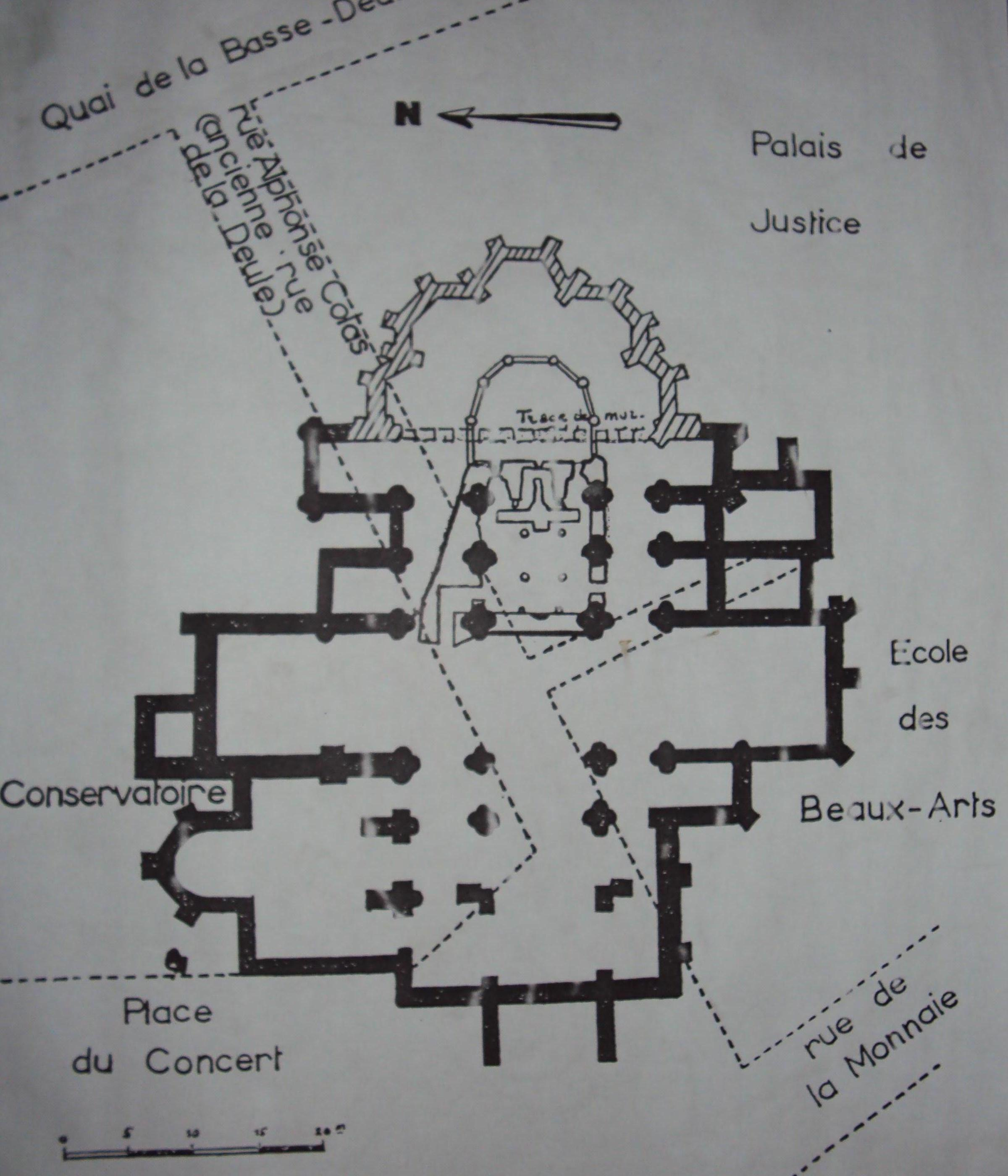
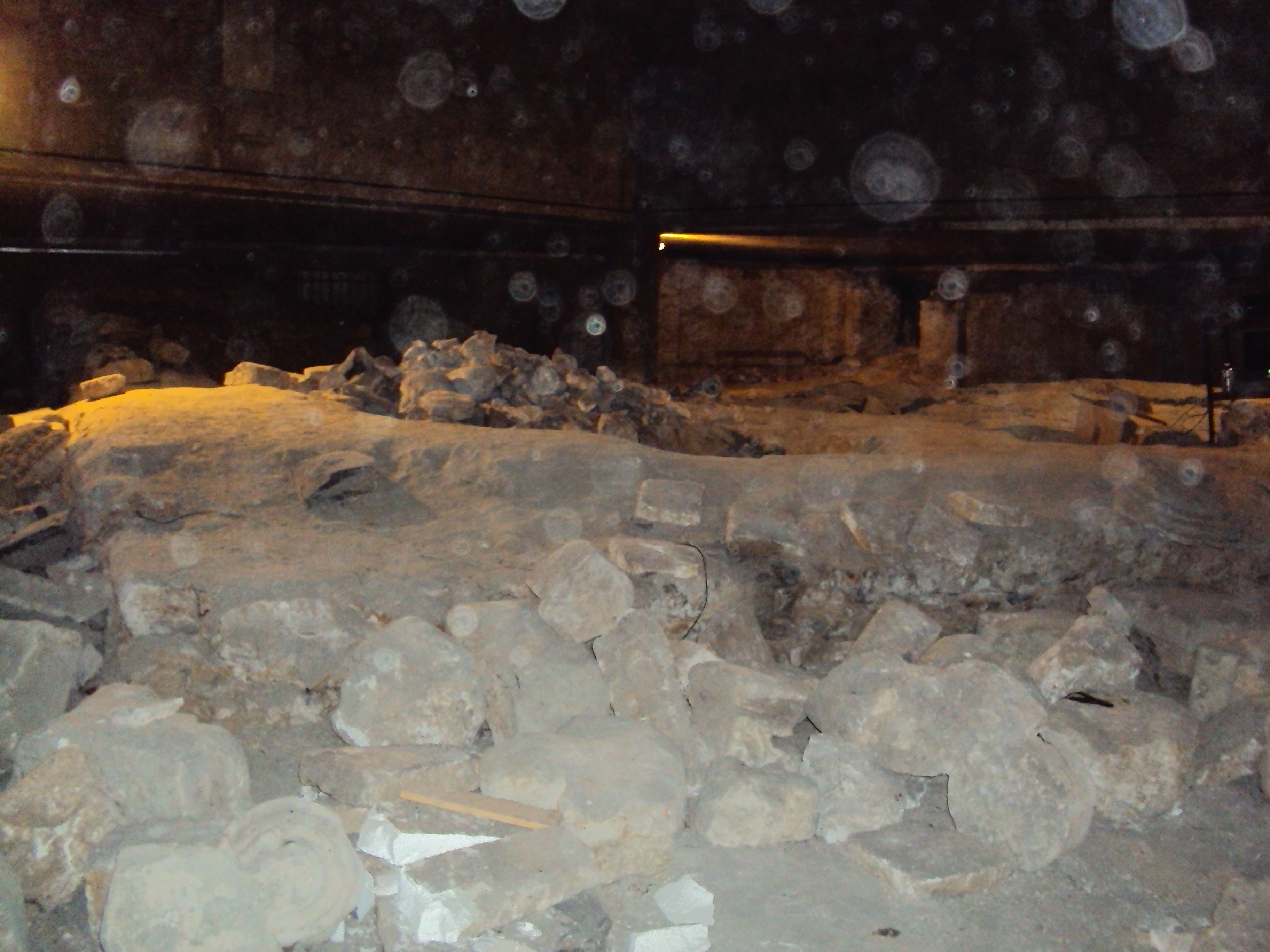
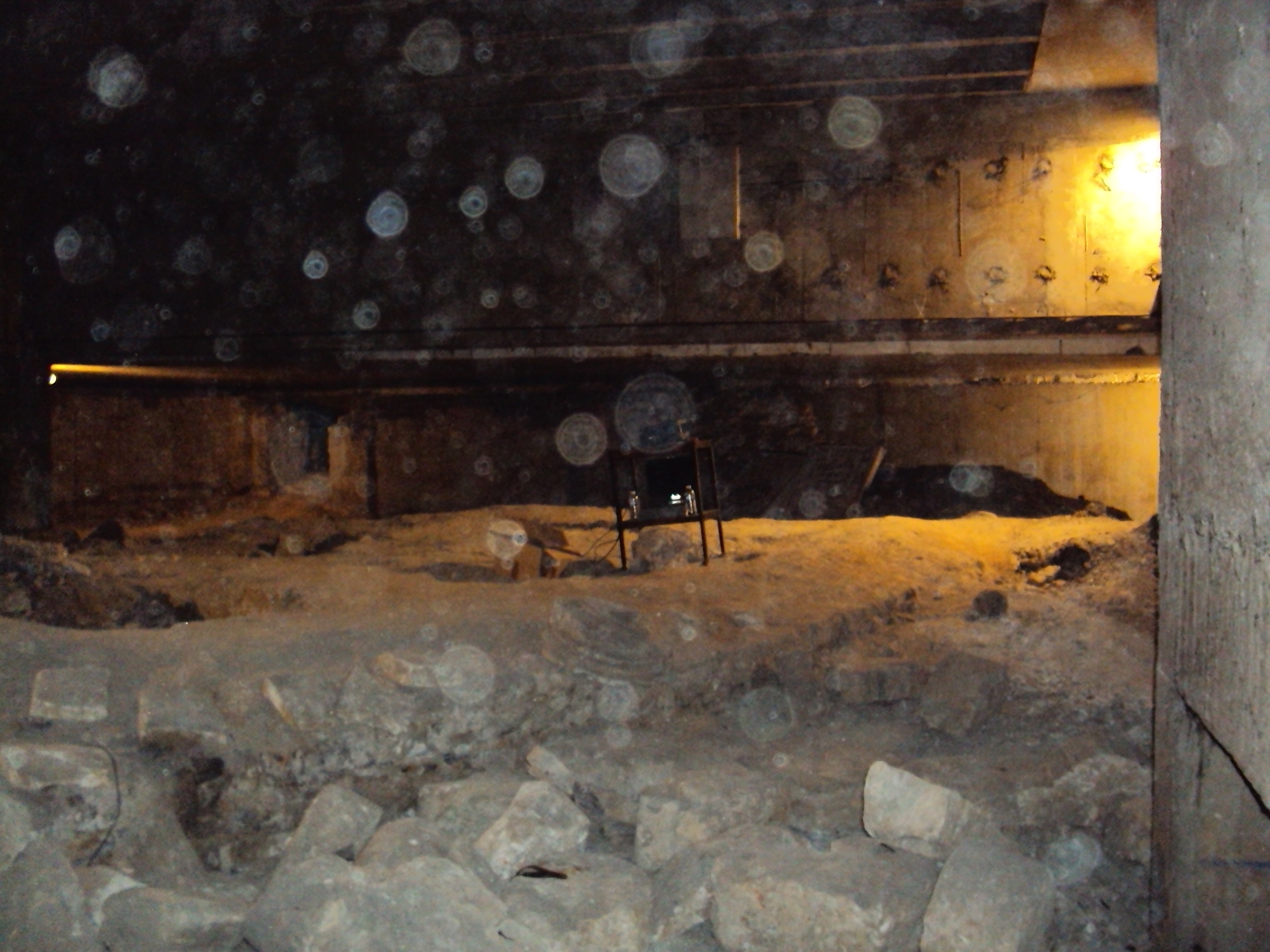